# 三星Galaxy A41
三星Galaxy A41是一款由韩国三星电子于2020年3月18日推出、5月22日首发的中阶Android智能手机，隶属于Galaxy A系列，为Galaxy A40的后继产品，搭载Android 10操作系统以及One UI 2.0用户界面。